# Краснополосый луциан
Краснополосый луциан (лат. Lutjanus decussatus) — вид лучепёрых рыб из семейства луциановых. Распространены в Индо-Тихоокеанской области. Максимальная длина тела 35 см.

## Описание
Тело веретенообразное, умеренно высокое, его высота укладывается 2,6—3,1 раз в стандартную длину тела. Рыло длинное и немного заострённое. Рот большой. Верхний профиль головы немного скошен. Предглазничная кость относительно широкая, её ширина обычно равна или чуть меньше диаметра глаза. Предглазничные выемка и выпуклость развиты слабо. Есть зубы на сошнике, нёбе и языке; на сошнике расположены в форме полумесяца без срединного выступа. На первой жаберной дуге 14—16 жаберных тычинок, из них 8—10 на нижней части (включая рудиментарные). В спинном плавнике 10 жёстких и 13—14 мягких лучей. В анальном плавнике 3 жёстких и 8—9 мягких лучей. Задний край спинного и анального плавников закруглённый. В грудных плавниках 16—17 мягких лучей, окончания плавников доходят до анального отверстия. Хвостовой плавник усечённый. Над боковой линией ряды чешуй проходят косо к боковой линии.
Основная окраска тела беловатая с тёмно-коричневыми полосками, окружающими беловатые пятна прямоугольной формы, что в совокупности образует рисунок шашечной доски. По нижней половине тела проходят две тёмно-коричневые полосы. У основания хвостового плавника расположено большое чёрное пятно. 
Максимальная длина тела 35 см, обычно до 25.

## Биология
Морские бентопелагические рыбы. Обитают в прибрежных водах над рифовыми и песчаными склонами на глубине от 2 до 30 м. Реже встречаются на рифах в открытом океане. Обычно ведут одиночный образ жизни, но иногда образуют небольшие стаи. Питаются мелкими рыбами и ракообразными.

## Ареал
Распространены в восточной части Индийского океана и западной части Тихого океана. Встречаются от юга Индии и Шри-Ланка до островов Рюкю и Новая Гвинея.

## Взаимодействие с человеком
Из-за небольших размеров представляют интерес только для местного промысла. Ловят ярусами, ловушками и жаберными сетями. Реализуются в свежем виде. Международный союз охраны природы присвоил этому виду охранный статус «Вызывающий наименьшие опасения».